# Partido Socialdemócrata (Islandia)
El Partido Socialdemócrata de Islandia (en islandés: Alþýðuflokkurinn), oficialmente Partido Popular, fue un partido político socialdemócrata de Islandia.
Fue fundado en 1916 como representación política de los sindicatos de Islandia.

## Historia
En 1920 fue electo su primer miembro en el Alþingi, el parlamentario islandés Jón Baldvinsson.
El partido compitió en las elecciones al Alþingi con pequeñas ganancias hasta 1934, cuando el partido obtuvo 10 escaños. Islandia modificó el sistema electoral hacia uno proporcional después de ese año, que según Amel Ahmed, científico político, contribuyó al crecimiento del Partido Socialdemócrata, oponiéndose al Partido de la Independencia y al Partido Progresista.
Entre 1926 y 1940, el partido fue miembro de la Internacional Obrera y Socialista.
El partido lideró el gobierno de Islandia en tres ocasiones, primero en 1947-1949 bajo Stefán Jóhann Stefánsson, luego en 1958-1959 bajo Emil Jónsson y finalmente bajo Benedikt Gröndal entre 1979-1980.
Su participación más duradera en el gobierno se produjo con el Partido de la Independencia desde 1959 hasta 1971.
El Partido Socialdemócrata fue sustituido en el 2000 por la Alianza Socialdemócrata, un partido de centroizquierda con una amplia base creado de la unión del Partido Socialdemócrata con Despertar de la Nación, la Alianza del Pueblo y la Lista de Mujeres.

## Resultados electorales
| Alþingi   |             |       |         |             |                                                   |
| Año       | Votos       | %     | Escaños | +/-         | Gobierno                                          |
| Ago. 1916 | 398 (#6)    | 6,83  | 0/14    |             | Extraparlamentario                                |
| Oct. 1916 | 903 (#6)    | 6,77  | 1/40    | 1           | Oposición                                         |
| 1919      | 949 (#4)    | 6,76  | 0/40    | 1           | Extraparlamentario                                |
| 1922      | 2.033 (#4)  | 17,24 | 0/40    |             | Extraparlamentario                                |
| 1923      | 4.912 (#3)  | 16,18 | 1/42    | 1           | Oposición                                         |
| 1926      | 3.164 (#3)  | 22,69 | 2/42    | 1           | Oposición                                         |
| 1927      | 6.257 (#3)  | 19,00 | 5/42    | 3           | Oposición                                         |
| 1930      | 4.893 (#3)  | 20,30 | 5/42    | Sin cambios | Oposición                                         |
| 1931      | 6.198 (#3)  | 16,10 | 4/42    | 1           | Oposición                                         |
| 1933      | 6.864 (#3)  | 19,24 | 5/42    | 1           | Oposición                                         |
| 1934      | 11.269 (#3) | 21,70 | 10/49   | 5           | Coalición con PP                                  |
| 1937      | 11.084 (#3) | 18,98 | 8/49    | 2           | Oposición (1937-1939)                             |
| 1937      | 11.084 (#3) | 18,98 | 8/49    | 2           | Coalición con PI y PP (1939-1942)                 |
| Jul. 1942 | 8.979 (#4)  | 15,45 | 6/49    | 2           | Oposición                                         |
| Oct. 1942 | 8.455 (#4)  | 14,17 | 7/52    | 1           | Oposición                                         |
| 1946      | 11.914 (#4) | 17,80 | 9/52    | 2           | Coalición con PI y PUP-SP                         |
| 1949      | 11.937 (#4) | 16,50 | 7/52    | 2           | Oposición                                         |
| 1953      | 12.093 (#4) | 15,60 | 6/52    | 1           | Oposición                                         |
| 1956      | 15.153 (#3) | 18,30 | 8/52    | 2           | Coalición con PP y AP                             |
| Jun. 1959 | 10.632 (#4) | 12,54 | 6/52    | 2           | Gobierno en minoría                               |
| Oct. 1959 | 12.909 (#4) | 15,17 | 9/60    | 3           | Coalición con PI                                  |
| 1963      | 12.697 (#4) | 14,20 | 8/60    | 1           | Coalición con PI                                  |
| 1967      | 15.059 (#4) | 15,70 | 9/60    | 1           | Coalición con PI                                  |
| 1971      | 11.020 (#4) | 10,46 | 6/60    | 3           | Oposición                                         |
| 1974      | 10.345 (#4) | 9,10  | 5/60    | 1           | Oposición                                         |
| 1978      | 26.912 (#3) | 22,00 | 14/60   | 9           | Oposición                                         |
| 1979      | 21.580 (#4) | 17,44 | 10/60   | 4           | Gobierno en minoría (1979-1980)                   |
| 1979      | 21.580 (#4) | 17,44 | 10/60   | 4           | Oposición (1980-1983)                             |
| 1983      | 15.214 (#4) | 11,71 | 6/60    | 4           | Oposición                                         |
| 1987      | 23.265 (#3) | 15,20 | 10/63   | 4           | Coalición con PI y PP (1987-1988)                 |
| 1987      | 23.265 (#3) | 15,20 | 10/63   | 4           | Coalición con PI y Alianza del Pueblo (1988-1991) |
| 1991      | 24.459 (#3) | 15,50 | 10/63   | Sin cambios | Coalición con PI                                  |
| 1995      | 18.846 (#4) | 11,42 | 7/63    | 3           | Oposición                                         |